# Grant Thornton Tower
Grant Thornton Tower (Грант Торнтон Тауэр) — офисный небоскрёб в Чикаго (Иллинойс, США). Ранее также известен под названиями Chicago Title & Trust Center и Chicago Title Tower. Имея высоту 230,5 метров занимает 80-ю строчку в списке самых высоких зданий США и 16-ю строчку в списке самых высоких зданий Чикаго.

## Описание
Изначально планировалось возвести два идентичных небоскрёба рядом друг с другом, однако по финансовым соображениям было построено лишь одно здание. Впрочем, в 2001 году снова начали рассматривать предложение о строительстве «близнеца» по адресу: 181 Норт-Кларк-стрит, и по состоянию на 2016 год этот вопрос не снят.
Здание было построено на месте снесённого автовокзала. В облицовке небоскрёба были использованы белый сардинский гранит, алюминий, тёмное стекло, а венчает сооружение ребристая «корона» несимметричной формы, напоминающая храмы майя.
С подземного этажа Grant Thornton Tower по педвею можно попасть в здание James R. Thompson Center. Главный арендатор небоскрёба (с ноября 2012 года): Grant Thornton LLP, другие крупные арендаторы: Accenture, Bryan Cave, GE Capital Rail Services.
Основные характеристики
- Строительство: с июня 1990 по 1992 год
- Высота: 230,5 м
- Площадь помещений: 93 924 м²
- Этажей: 50
- Лифтов: 23
- Парковочных мест: 117
- Архитектор: Kohn Pedersen Fox[англ.]